# Lesbismo

La bandiera simbolo del lesbismo

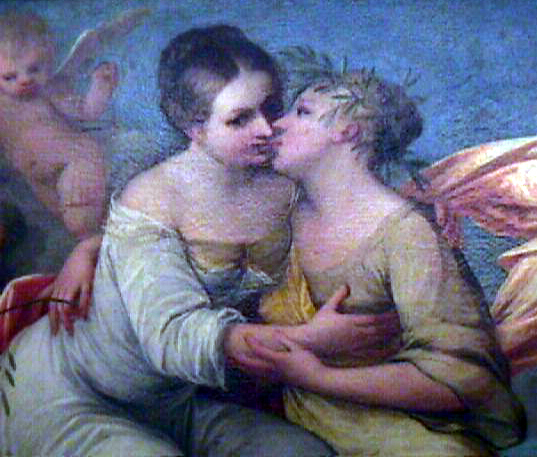
Bacio fra donne come allegoria tra Giustizia e Pace (Pinacoteca Tosio-Martinengo, Brescia)

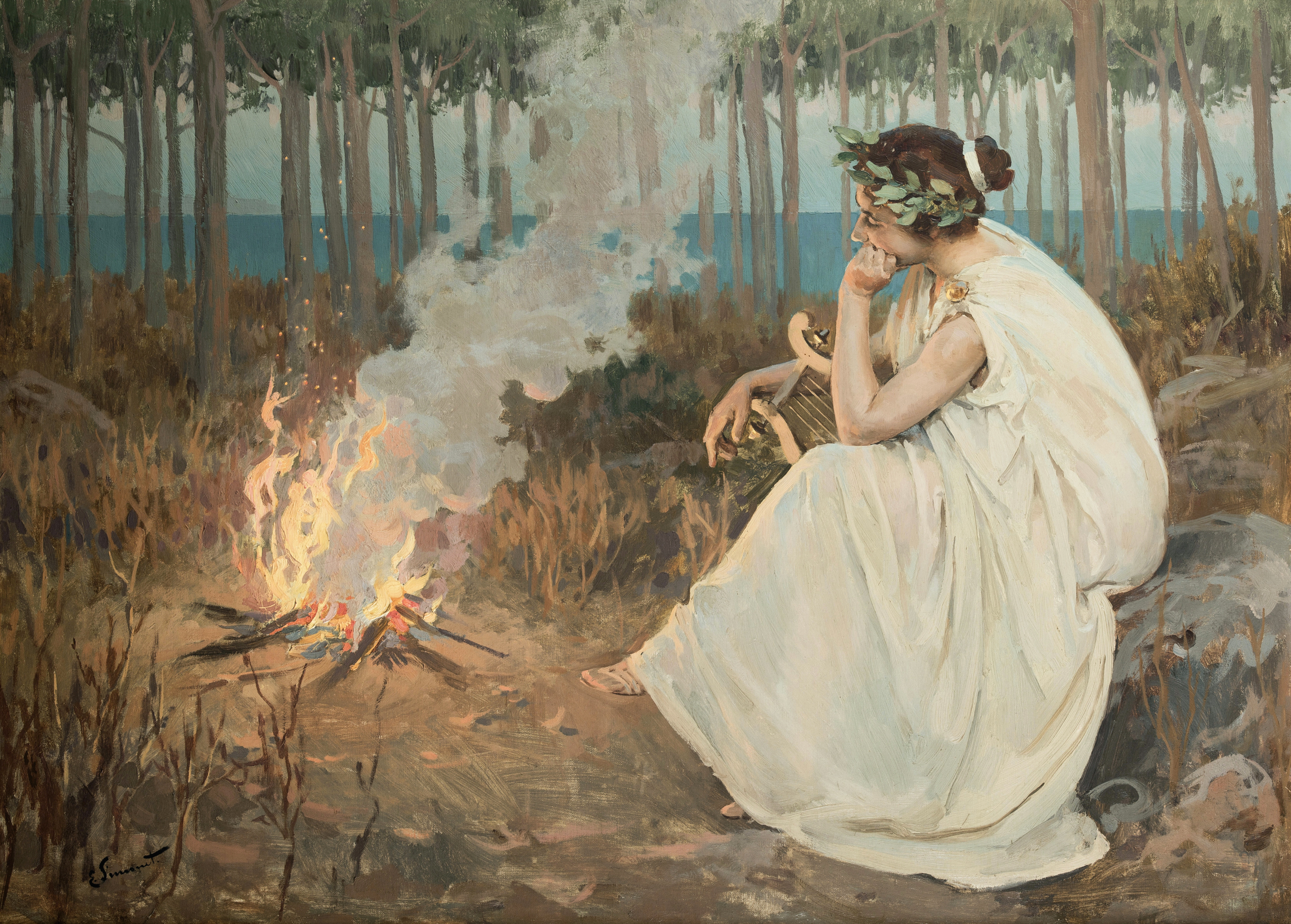
Saffo dipinto di Enrique Simonet.

Il lesbismo è l'attrazione sentimentale e/o sessuale tra donne, ovvero l'omosessualità femminile.

## Origine ed evoluzione del termine

Simbolo del lesbismo

Il termine deriva dall'isola di Lesbo, dove visse la poetessa Saffo nel VII secolo a.C., che nei suoi versi esaltò la bellezza della femminilità e dell'eros tra donne.
In origine il termine fu usato in senso dispregiativo, ma in seguito le donne lesbiche se ne sono riappropriate in termini di rivendicazione e di orgoglio (pride): uraniste, tribadi, saffiche, urninghe. Nell'antichità la suddetta scandalosa reputazione di Saffo fu, se non dovuta, molto condizionata da quella preesistente e più generale degli abitanti di Lesbo, i quali erano infatti già di per sé considerati persone molto licenziose. L'alessandrino Esichio (V secolo) dice che le donne erano note per il piacere sessuale che sapevano dare all'uomo con la bocca:
(Esichio Alessandrino, Lexicon, c. 974. Iena, 1867)
Il bizantino Suida (X secolo) aggiungerà che a Lesbo anche gli uomini erano soliti praticare la fellatio penis e a questo proposito cita un verso de Le vespe di Aristofane:
(Suida, Lexicon, graece et latine. T. 2, p. 431. Halle e Brunswick, 1705.)
La predetta cattiva nomea dei lesbii trova conferma nel nome che gli antichi Greci davano al 'dildo', cioè al surrogato del pene usato dalle donne per raggiungere la soddisfazione sessuale, trattandosi allora di un succedaneo fatto di cuoio; infatti si chiamava ὂλισβος, quindi un nome che palesemente si richiamava all'isola di Lesbo (ὀ Λέσβιος, ‘quello di Lesbo’). Col passare dei secoli si è poi perso quel significato etimologico, finendo per attribuire l'uso costante di tale strumento di piacere soprattutto alle cittadine di Mileto, colonia greca in Lidia, avendo evidentemente già allora le donne anatoliche, a partire da Elena di Troia in poi, quella reputazione di licenziosità di cui ancora nel Cinquecento parleranno nelle loro relazioni i diplomatici veneziani residenti a Costantinopoli (ib. P. 678).
Dal 1886, anno di pubblicazione della Psycopathia Sexualis di Richard von Krafft-Ebing, i nomi che definiscono le lesbiche si sono moltiplicati. Si deve a Charlotte Wolff, una psichiatra di origine tedesca, che nel 1971 pubblica Amore tra donne, il primo studio del lesbismo che utilizzi come oggetto della ricerca donne non portatrici di patologie psichiatriche particolari, l'accoglimento del termine lesbismo per definire quelle donne che preferiscono a livello emozionale, amoroso, affettivo e sessuale le relazioni con altre donne.
Dagli anni '70 in poi si afferma sempre di più l'idea che "lesbica" sia una definizione che sta alla donna stessa adottare o rifiutare: lesbica è ogni donna che si definisca tale, a partire dal proprio oggetto del desiderio, ma riconoscendo altresì nel lesbismo un tratto importante della propria personalità, identificandosi con le altre lesbiche e riconoscendosi nella cultura lesbica.

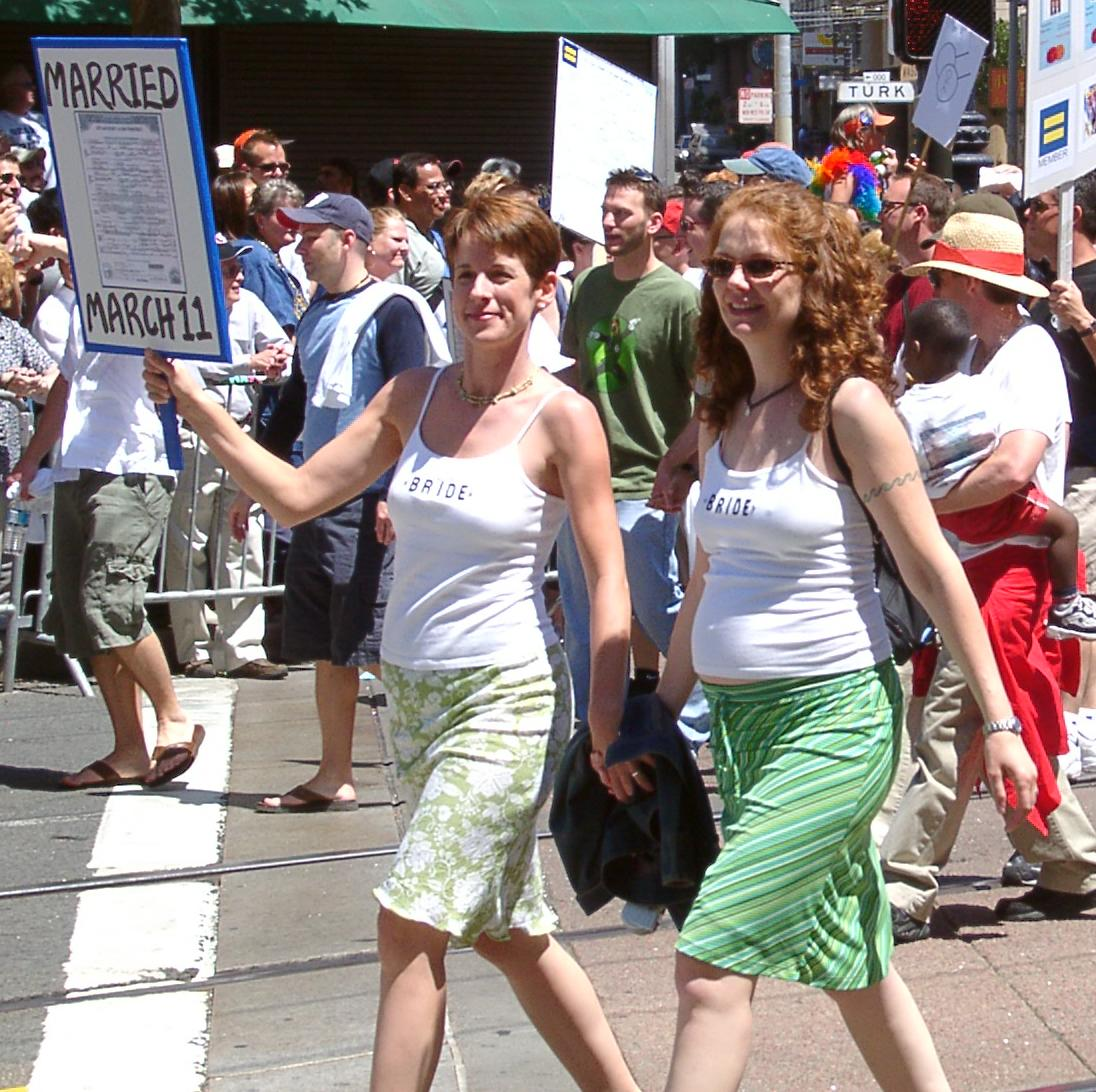
Una coppia lesbica sposata a San Francisco nel 2004

Per Monique Wittig l'esistenza stessa delle lesbiche, il cui desiderio non è funzionale all'uomo, né alla riproduzione della specie, evidenzia come i concetti di donna e di uomo siano costruzioni sociali e ideologiche. Le lesbiche, sfuggendo "all'eterosessualità obbligatoria" creano una nuova prospettiva sociale, un linguaggio e un sistema di relazioni nuovi e diversi. In quest'ottica, le lesbiche non rappresentano più l'alterità dominata che il sistema di potere identifica come “donna”. Le lesbiche, quindi, per Wittig non sarebbero donne.
In quest'ottica, di conseguenza, il maschile e il femminile sono considerati prodotti di convenzioni sociali che il corpo lesbico priva di ogni significato.
A riprova di quanto afferma Wittig vi sarebbero diversi studi tenuti in tutto l'Occidente, secondo i quali le donne omosessuali guadegnerebbero, a parità di mansione, tra il 9 e il 20% in più rispetto alle donne eterosessuali. In Italia lo stipendio delle donne lesbiche risulta infatti più elevato rispetto al corrispettivo delle donne etero, di circa il 9%; nel Regno Unito si tratta del 12% e in USA e Canada addirittura il 20%. Ciò accadrebbe poiché una donna, unendosi con un'altra donna, non soffrirebbe la subalternità dettata dal sistema patriarcale.

## Cultura lesbica

Il triangolo nero, un popolare simbolo lesbico, utilizzato per classificare nei campi di concentramento nazisti

La cultura lesbica comincia a svilupparsi nei primi decenni del XX secolo soprattutto attraverso la produzione letteraria di alcune scrittrici e intellettuali lesbiche.
La cultura dedicata alle tematiche e ai problemi della comunità lesbica ha cominciato il suo sviluppo in alcuni momenti storici e in alcuni luoghi ben determinati, Berlino e Parigi negli anni venti e anni trenta, New York in 1925 con Eva Kotchever (Eve's Hangout), nelle grandi città dell'Occidente durante il movimento femminista negli anni settanta, e ha permesso l'inizio a partire dalla seconda metà del XX secolo della battaglia per i diritti degli omosessuali.

## Punti di incontro della comunità lesbica
Salotti, bar e librerie furono i primi luoghi da dove le lesbiche hanno mosso per andare nel mondo per affermare la propria identità. Nelle comunità lesbiche agli inizi del XX secolo, nacque la distinzione fra le butch e le femme (o lipstick lesbian), in base all'atteggiamento rispettivamente mascolino o femminile nel modo di comportarsi, di identificarsi e di vestirsi.
Fino al 1950, vi erano tuttavia pochi luoghi in cui le donne lesbiche potessero conoscersi. Negli Stati Uniti ad esempio, i bar che erano divenuti i primi punti di incontro erano spesso soggetti a raid punitivi da parte della polizia e alla discriminazione da parte della società dell'epoca.
Nel 1955 fu fondata a San Francisco una delle prime organizzazioni lesbiche, la Daughters of Bilitis, con lo scopo di creare un luogo tranquillo per socializzare e discutere delle difficoltà della vita lesbica. L'organizzazione si occupò successivamente anche della lotta per i diritti delle donne lesbiche.

## Lesbofobia
Per lesbofobia si intende l'avversione e la discriminazione nei confronti dell'omosessualità femminile. 
Come conseguenza dello stigma sociale nei confronti dell'omosessualità, il rapporto delle lesbiche con la società rimase per lungo tempo all'insegna dell'invisibilità.
Fu proprio questa mancanza di visibilità e il disprezzo della società a provocare forme di repressione così violente da parte della polizia da spingere la comunità lesbica, gay e trans a forme di ribellione, che raggiunsero il culmine con la rivolta di Stonewall, un famoso locale di New York, il 28 giugno del 1969. Per tre giorni la protesta dilagò nelle strade e rappresentò il primo passo verso la liberazione dalla vergogna e dallo stigma sociale, e l'affermazione orgogliosa del diritto a vivere la propria vita. Questo evento ha segnato la nascita del movimento lesbico e gay, che ancora oggi sotto il nome di Pride ("orgoglio"; e non più "Gay Pride") viene commemorato con manifestazioni in molte città del mondo.